# Johan Greter
Johan Greter est un cavalier néerlandais né le 25 octobre 1900 à Amsterdam et mort le 29 janvier 1975 à Ede.

## Carrière
Sa carrière amateur est principalement marquée par une médaille d'argent remportée aux Jeux olympiques de Berlin en 1936 en saut d'obstacles par équipes avec Jan de Bruine et Henri van Schaik.